# Liverpool FC 2003/2004
Liverpool FC deltog säsongen 2003/2004 i Premier League, UEFA-cupen, FA-cupen och Engelska ligacupen. Laget slutade fyra i Premier League och kvalificerade sig för kvalet till Champions League. Cupresultaten och poängantalet i ligan var dock sämre än säsongen innan och efter säsongens slut kom klubben överens med manager Gérard Houllier om att säga upp hans kontrakt. Ersättare blev spanska ligans mästartränare Rafael Benítez. Nyckelspelaren Michael Owen lämnade klubben för Real Madrid och spelade därmed sin sista match någonsin för Liverpool vid säsongens slut. En annan egen produkt; Steven Gerrard, utsågs vid 23 års ålder till lagkapten